# 天才!ヒポカンパス
『天才!ヒポカンパス』（てんさい ヒポカンパス）は、1996年4月18日から同年9月5日までフジテレビ系列局で放送されていたフジテレビ制作のクイズ番組である。放送時間は毎週木曜 19:00 - 19:54 （日本標準時）。

## 概要
解答者たちが、瞬間的な記憶をメインコンセプトとするさまざまなクイズに挑戦していた番組。タイトルの「ヒポカンパス」とは、脳の記憶を司る「海馬」を意味する言葉である。
番組は1996年1月に正月特番として、一度パイロット版『瞬間記憶クイズバトル 天才!ヒポカンパス』を放送した後、同年4月18日にレギュラー放送を開始した。
また4月に行われたフジテレビ春の大型特番『FNS超テレビの祭典』では、『平成教育委員会』や『料理の鉄人』等と同様に1ブロックのコーナー全てを任された。
オープニングテーマ曲は、電気グルーヴの「誰だ」。パイロット版では、東京牛パラダイスオーストリアの「ゲゲボーイズ」が使われていた (この曲のイントロ部分はレギュラー化以降もコーナータイトル部分でも使用されている)。

## ルール
- 「右脳ゾーン」「左脳ゾーン」の2チームに芸能人チームが分かれ、5対5で対決。グループの場合は代表者1人のみが解答者席に座る。チャンクごとに交替。
- クイズは「チャンク」と呼ばれるいくつかのコーナーに分かれており、チーム5人の合計得点（単位：バイト）を競う。
- 勝利チームは純金を獲得。さらに、MVP（チームの勝敗に関係なく個人で最も多くバイトを獲得した人）が100万円を賭けた「記憶金庫」に挑戦。

## 出演者

### 司会
- 笑福亭鶴瓶
- 大塚範一
- 森口博子（レギュラー版から）
- 近藤サト（パイロット版のみ）

### ナレーター
- バッキー木場

## スタッフ

### パイロット版
- 構成：高瀬真尚、川島浩司 ／ 小懸芳仁、根岸良之、赤木俊介、荒木美子
- ＴＤ：猿谷智
- カメラ：西村孝廣
- 音声：佐藤浩一
- ＶＥ：中井章晴
- 照明：春日叔之
- マルチ：佐々木峯敏（MCJ）
- ロケ技術：松野和樹、宇佐美裕二（ZOOM-X）
- 美術制作：佐藤正直
- 美術デザイン：金子隆
- 美術進行：大野恭一郎
- 大道具：塩山勝之
- アートフレーム：永浜大作
- 装飾：橋本裕之
- 衣裳：小濱祐見子
- メイク：佐々木精一
- 電飾：上床卓史
- アクリル装飾：永山淳
- 生花装飾：荒川直史
- 問題ＣＧ：勝聡
- スロットＣＧ：フレイムグラフィックス
- タイトル：スタッフルームH・B
- 編集：井戸清（ヴィジュアルベイ）
- ＭＡ：宇野雅史（ヴィジュアルベイ）
- 音効：成岡知弘
- 技術協力：八峯テレビ
- 美術協力：フジアール
- 編成：河合徹
- 広報：熊谷知子
- ＴＫ：畑中まゆみ
- 制作デスク：田中万貴
- アシスタントディレクター：上西孝志、重竹一雄
- アシスタントプロデューサー：亀井清行
- フロアディレクター：宇梶英二、斉藤由和、頼誠司、関竜司
- ディレクター：根岸善一郎、後藤光康
- 演出：井上晃一（ジーワン）
- プロデューサー：金山薫子（ユニオン映画）／ 岡崎洋三
- 制作協力：ユニオン映画
- 制作著作：フジテレビ

### レギュラー版
- 構成：高瀬真尚、川島浩司、福地邦夫、樋口弘樹、楠本ひろみ、小懸芳仁、福田雄一
- ＴＤ：猿谷智
- カメラ：蛭田英和、片平哲也
- ＶＥ：松沢勝己
- 音声：佐藤浩一
- 照明：岩本泰和
- マルチ：佐々木峯敏（MCJ）
- 美術制作：佐藤正直
- 美術デザイン：金子隆
- 美術進行：長島立史
- 大道具：塩山勝之
- アートフレーム：津田忠直
- 衣裳：保沢紀
- メイク：豊田小百合
- 電飾：上床卓史
- アクリル装飾：北神窓夏
- ＣＧ：フレイムグラフィックス、夢ひとし
- 音効：成岡知弘
- ブーピロオペレーター：川島ピロ司
- 編集：箭内克彦・鈴木健史（IMAGICA）
- ＭＡ：指田高史（IMAGICA）
- 技術協力：八峯テレビ
- 美術協力：フジアール
- 編成：河合徹
- 広報：熊谷知子
- ＴＫ：石川京子
- デスク：田中万貴
- アソシエイトプロデューサー：金山薫子（ユニオン映画）
- ディレクター：梅原高実（ユニオン映画）、亀井清行、浜谷知典（日本テレワーク）、池田よしひろ、中島寛信、松尾知明、田中美奈子、石井浩二
- 演出：井上晃一（ジーワン）
- プロデューサー：西谷政仁（ユニオン映画）、上野修平（日本テレワーク）、溝口憲司（共同テレビ）／ 岡崎洋三
- 制作協力：ユニオン映画、日本テレワーク、共同テレビ
- 制作著作：フジテレビ

## 主なクイズ

### ヒポカンスロット
- 懐かしのテレビCMなど、1分前後のVTRを見た後、そのVTR中の内容に関する問題が出題されるので、早押しで解答する。正解すると30バイト。
- VTRの冒頭にはタイトルと一緒に「その中から何問出題されるか」が表示されていた。
- 問題は、回転している「ヒポカンスロット」のドラム部分に問題文が書かれており、止まった文章の問題に答えていく。
- あてずっぽう防止のため、1つの問題で3人間違えたら時間切れとなる。これは他の早押しにも適用された。
- 番組開始時には、司会者のいずれか一人が出演するVTRもあった。

### スパルタンゴ16 （シックスティーン）・イライラ単語
- 幼稚園児の粘土作品のタイトル、沖縄に住んでいる人の名前など、覚えにくいものの名前を記憶する。
- 「スパルタンゴ16」では、VTRを見て単語16個（赤い字幕で画面下半分に表示され、繰り返しで2回読み上げられる）を憶えた後、その16語を解答者が1語ずつ答える。不正解および時間切れで、解答権が相手チームに移動。もらえる得点はあといくつ答えが残っているのかで決まった（残り16 - 12なら10バイト、残り11 - 7なら20バイト、残り6 - 2なら30バイト、最後の1つは100バイト）。
- 「イライラ単語」では、VTRを見て単語8個を憶えた後、「この人の名前は？」など指定された映像に対応している単語を答える。答える人は相手チームが指名し、1人目で正解なら100バイト、以下80、60、40、20と下がっていく。
  - 1度だけ「イライラ単語」というタイトルなのに、内容が「スパルタンゴ16」になっていた時があった。
  - 記憶する単語にはごく簡単なものも含まれる。最後の単語は非常に長い。ただし、最後の長い単語に気を取られ、中盤の比較的簡単な単語が思い出せないケースも目立った。

### たった一人の目撃者
- まず、誘拐事件等、犯人が犯行に及ぶ様子をVTRで見る。
- その後、解答者にゴリさん（竜雷太）がVTRで聞き込み風に、問題を出題。主に犯行現場の様子（連れ去った車のナンバーや、犯行時刻など）を聞かれる。ゴリさんに指名された人が答える。正解なら30バイト（後に50バイトに変更）。
- 質問の後ゴリさんが署の資料室にある解答者として指名した人の昔の写真集などを出すのがお約束。
- 回によってはゴリさんの代わりにテキサス（勝野洋）など、他の刑事が出演していた。
- 最終回でVTR出演のはずのゴリさんがスタジオに登場、出演者や観客を驚かせた（実は別室でリアルタイムで撮影していた）。

### ナンダー3 （ナンダーワードを探せ）
- まず、一方のチームに3文字の「ナンダーワード」が告げられる。
- そのチームは1人ずつ、ナンダーワードに含まれる3文字中2文字以上が含まれる単語を答える。この時、「や」「ゆ」「よ」「つ」は文字の大きさを変えたりしてはいけない。また、もともとの文字に対し「゛」や「゜」を付けたり外したりするのも無し。
  - 例1：ナンダーワード「きって（切手）」の場合、「っ」をそのままにして「てっか（鉄火）」は認められるが、「っ」を「つ」にして「はねつき（羽根突き）」は認められない。
  - 例2：ナンダーワード「りんご」の場合、「ご」をそのままにして「おりごとう（オリゴ糖）」は認められるが、「ご」から「゛」を省いた「こ」にして「だいこん（大根）」は認められない。
- もう一方のチームは答えられた単語を記憶し、そこからナンダーワードが何であるかを推理し、早押しで答える。
- 得点は100バイトからスタートし、約0.8秒ごとに獲得できる得点が10バイトずつ減っていく。
- リニューアル後はヒポカンフラッシュに替わるラストチャンクとなり、200バイトからスタートして20バイトずつ減っていくレートに変更された。

### バーチャスロット
- 基本的には「ヒポカンスロット」と同じで、正解なら1問につき40バイト。
- ただし、出題VTRは「飛んでいる虫が見た映像」「ブーメランが見た映像」などをCGで再現したもの（表示前に3秒間のカウントダウンがある）。
- まず3問出題され、それが終わると同じVTRをスローでもう一度見る。その中からまた3問出題、ただし今度はより細かい所から出題される。

### Mimi8
- 「犬の鳴き声」「車の音」など、テーマに合った8種類の音を記憶する。記憶の段階では、ナレーションの声は小さくなっている。
- その後、音が流れるので、何の音だったかを答える。
- 1チームずつ交互に出題され、出題されたチームは、答えが分かったメンバーがその場で起立。相手チームは起立した人の中から1人を指名し、その人が解答。正解なら立った人数×20バイト獲得。逆に間違いなら立った人数×20バイトの減点。
  - 本当は分かっていなくても、獲得バイト数を増やすために起立する作戦もある。

### ハイパースロット（チェック父さん）
- 基本的に「ヒポカンスロット」と同じ。ただし出題される問題は、素早く爆破される果物や風船の色・配置・順番の記憶など難易度の高いものになっていた。正解すると1問につき50バイト。
- また、お父さん役の人がさまざまなものを指摘して解説を挿む「チェック父さん」シリーズもよく出題（VTRの性質上、解説のセリフから出題される傾向がある）されており、後に「チェック父さん」という名前で独立した1コーナーに。

### 芸能界なりきりシミュレーター
- 「出川哲朗のマネージャー」「林家ペーの弟子」等になったと仮定して、VTRによるシミュレーション形式で出題していく。
- あらかじめ5種類の鉄則を記憶、VTR中のチェックポイントでは正しい鉄則を実行する（鉄則は出演者のプライドを傷つけるものがほとんど）。
- 鉄則を覚えた後は、本人が出演するVTRで出題。各チェックポイントで指名された人は鉄則を実行し、それが正しければ50バイト獲得。

### ヒポカンフラッシュ
- 前期のラストチャンク。1秒しか映されない表に書かれた文字の位置や色を記憶。その後、司会者が口頭で出題する問題に早押しで答える。
- バーチャスロット同様、表示前に3秒間のカウントダウンがある。
- 2本VTRがあり、どちらも3問ずつ出題。1本目はすべて50バイト、2本目は1問目と2問目がそれぞれ60バイトで、3問目（正真正銘のラストクイズ）は100バイト。
  - 当てずっぽうで答える人に注意を促す「当てずっぽうはダメ！」や、あまりにも表示される時間が短いため、視聴者に瞬きをするように促す「まばたきをしてください」などのテロップが表示されることが多かった。また、視聴者はCMの後にもう一度VTRを見られることもあった。

### 記憶金庫
- その日のMVPが挑戦。
- まず、金庫を開けるために必要なダイヤルの回し方7つが順番にアナウンスされる。「左9」「右8」…のようにアナウンスされ、例えば「左6」なら、左方向に番号6の所まで回す。
- 次に、記憶したとおりにダイヤルを回し、見事開けることができれば、金庫の中に入っている賞金100万円獲得。1個でも間違えたら失敗、賞金は無し。
- 成功した場合、視聴者にも総額100万円が（10万円ずつ10人に）プレゼントされる。この視聴者プレゼントはキーワードとして「今回の記憶金庫のナンバーすべて」をハガキに書いて応募する（最初と最後はテロップで発表されていて残りを自力で埋めて応募する）。

## 関連書籍
- 天才！ヒポカンパス（1996年7月20日、出版社：フジテレビ出版、発売元：扶桑社、ISBN 4-594-02030-5）

## エピソード
- 「たった一人の目撃者」の出題VTRの収録中に事故が発生し、5人が重軽傷を負った。
- 最終回では、森口が2度も答えを言ってしまった。そんな時「潰せ、こんな番組！」「もう潰れるんや」というやり取りがあった。

| フジテレビ系列 木曜19:00枠 | フジテレビ系列 木曜19:00枠                         | フジテレビ系列 木曜19:00枠                         |
| 前番組 | 番組名                                             | 次番組                                             |
| --- | -------------------------------------------------- | -------------------------------------------------- |
| あっぱれさんま大先生（第1期） （1995年4月27日 - 1996年3月21日） ※19:00 - 19:30 【日曜13:00枠へ移動】木曜の怪談 （1995年10月19日 - 1996年3月14日） ※19:30 - 20:54 【24分縮小して継続】 | 天才!ヒポカンパス （1996年4月18日 - 1996年9月5日） | 天下ごめんネ!! （1996年10月17日 - 1996年12月12日） |